# Karol Ruprecht
Karol Ruprecht (ur. 24 grudnia 1821 w Puławach, zm. 31 marca 1875 w Monachium) – polski działacz patriotyczny i społeczny, jeden z przywódców "białych".
Urodził się w rodzinie pochodzącej ze Śląska, wyznania ewangelicko-reformowanego. W 1846 został zesłany na Syberię za udział w działalności niepodległościowej w Królestwie. Po powrocie pracował w redakcji "Gazety Warszawskiej".
W latach 1858–1861 był członkiem władz ugrupowania "białych". Był zwolennikiem pracy organicznej i walki o swobody narodowe metodami politycznymi. A walkę zbrojną odkładał na przyszłość. Napisał broszurę pt. Kwestia socjalna wobec narodowej sprawy (1862). Stała się ona programem stronnictwa.
Po wybuchu powstania styczniowego był członkiem Rządu Narodowego (kierował wydziałem finansowym). Po przejęciu władzy przez "czerwonych" udał się na emigrację do Francji.